# Eerste klasse 2018-19 (basketbal België)
De EuroMillions Basketball League 2018/19 was het 72e seizoen van de hoogste basketbalklasse in België. Het seizoen begon op 5 oktober 2018 en eindigde met de finales van de play-offs op 13 juni 2019. BC Oostende won zijn twintigste landstitel na de Antwerp Giants met 3-1 te verslaan in de finales van de play-offs.

## Competitieformat
Er werd eerst een regulier seizoen gespeeld waarin alle ploegen vier keer tegen elkaar speelden. Daarna kwalificeerden de eerste acht ploegen zich voor de play-offs. De play-offs worden gespeeld als best-of-three en de finale als best-of-five.

## Licenties
Van alle tien ploegen die deelnamen aan de competitie kregen er negen een A-licentie en enkel de Leuven Bears kregen een B-licentie en mogen daarom niet deelnamen aan een Europese competitie.

## Naamsveranderingen
- BC Oostende werd om sponsorredenen Filou Oostende
- De Kangoeroes Willebroek verhuisde van Willebroek naar Mechelen en werden de Kangoeroes Mechelen

## Teams
| Club                 | Coach              | Stad      | Hal                              | Capaciteit |
| -------------------- | ------------------ | --------- | -------------------------------- | ---------- |
| Basic-Fit Brussels   | Serge Crèvecoeur   | Brussel   | Sportcomplex Neder-Over-Heembeek | 1.200      |
| Limburg United       | Brian Lynch        | Hasselt   | Sporthal Alverberg               | 1.730      |
| Belfius Mons-Hainaut | Daniel Goethals    | Bergen    | Mons.Arena                       | 4.000      |
| Kangoeroes Mechelen  | Paul Vervaeck      | Mechelen  | Sporthal Winketkaai              | 1.000      |
| Liège Basket         | Sacha Massot       | Luik      | Country Hall Ethias              | 5.000      |
| Okapi Aalst          | Tony Van den Bosch | Aalst     | Okapi Forum                      | 2.800      |
| Antwerp Giants       | Roel Moors         | Antwerpen | Lotto Arena                      | 5.218      |
| Spirou Charleroi     | Pascal Angillis    | Charleroi | Spiroudome                       | 6.200      |
| Leuven Bears         | Eddy Casteels      | Leuven    | Sportoase Arena                  | 3.400      |
| BC Oostende          | Dario Gjergja      | Oostende  | Versluys Dôme                    | 5.000      |

## Trainerswissels
| Trainer               | Datum                        | Club                | Reden voor ontslag of vertrek  | Positie | Opvolger                               | Datum aankondiging opvolger |
| --------------------- | ---------------------------- | ------------------- | ------------------------------ | ------- | -------------------------------------- | --------------------------- |
| Laurent Monier        | Voor aanvang seizoen 2018/19 | Basic-Fit Brussels  | Terugkeer van Serge Crèvecoeur | -       | Serge Crèvecoeur                       | 3 april 2018                |
| Yves Defraigne        | Voor aanvang seizoen 2018/19 | Kangoeroes Mechelen | Onderling overleg              | -       | Paul Vervaeck                          | 30 mei 2018                 |
| Laurent Constantiello | Voor aanvang seizoen 2018/19 | Liège Basket        | Ontslag                        | -       | Sacha Massot                           | 18 september 2018           |
| Pascal Angillis       | Voor aanvang seizoen 2018/19 | Limburg United      | Vertrek naar Castors Braine    | -       | Greg Gibson                            | 27 april 2018               |
| Brian Lynch           | 24 november 2018             | Spirou Charleroi    | Ontslag                        | ?       | Nikša Bavčević                         | 27 november 2018            |
| Greg Gibson           | 6 maart 2019                 | Limburg United      | Ontslag                        | 7e      | Brian Lynch                            | 6 maart 2019                |
| Jean-Marc Jaumin      | 30 maart 2019                | Okapi Aalst         | Ontslag                        | 7e      | Jean Colinet (a.i.) Tony Van den Bosch | 8 april 2019                |
| Nikša Bavčević        | 19 april 2019                | Spirou Charleroi    | Ontslag                        | 3e      | Pascal Angillis                        | 19 april 2019               |

## Regulier seizoen
| Pos | Ploeg                | Wed | W  | V  | PV   | PT   | Ptn |
| --- | -------------------- | --- | -- | -- | ---- | ---- | --- |
| 1   | Antwerp Giants       | 36  | 30 | 6  | 3064 | 2541 | 66  |
| 2   | BC Oostende          | 36  | 29 | 7  | 2890 | 2419 | 65  |
| 3   | Spirou Charleroi     | 36  | 24 | 12 | 2992 | 2697 | 60  |
| 4   | Basic-Fit Brussels   | 36  | 21 | 15 | 2936 | 2825 | 57  |
| 5   | Belfius Mons-Hainaut | 36  | 17 | 19 | 2729 | 2844 | 53  |
| 6   | Limburg United       | 36  | 16 | 20 | 3024 | 3085 | 52  |
| 7   | Okapi Aalst          | 36  | 14 | 22 | 2901 | 3118 | 50  |
| 8   | Kangoeroes Mechelen  | 36  | 12 | 24 | 2711 | 3036 | 48  |
| 9   | Leuven Bears         | 36  | 10 | 26 | 2526 | 2841 | 46  |
| 10  | Liège Basket         | 36  | 7  | 29 | 2743 | 3143 | 43  |

## Play-offs
|  | Kwartfinale | Kwartfinale          | Kwartfinale        |             |                    | Halve finale   | Halve finale | Halve finale |  |  | Finale | Finale         | Finale |
|  |             |                      |                    |             |                    |                |              |              |  |  |        |                |        |
|  | 1           | Antwerp Giants       | 2                  |             |                    |                |              |              |  |  |        |                |        |
|  | 8           | Kangoeroes Mechelen  | 0                  |             |                    |                |              |              |  |  |        |                |        |
|  | 8           | Kangoeroes Mechelen  | 0                  |             | 1                  | Antwerp Giants | 2            |              |  |  |        |                |        |
|  |             |                      |                    |             | 1                  | Antwerp Giants | 2            |              |  |  |        |                |        |
|  |             | 4                    | Basic-Fit Brussels | 0           |                    |                |              |              |  |  |        |                |        |
|  | 4           | 4                    | Basic-Fit Brussels | 0           | Basic-Fit Brussels | 2              |              |              |  |  |        |                |        |
|  | 4           |                      |                    |             | Basic-Fit Brussels | 2              |              |              |  |  |        |                |        |
|  | 5           | Belfius Mons-Hainaut | 0                  |             |                    |                |              |              |  |  |        |                |        |
|  |             |                      |                    |             |                    |                |              |              |  |  | 1      | Antwerp Giants | 1      |
|  |             |                      | 2                  | BC Oostende | 3                  |                |              |              |  |  |        |                |        |
|  | 2           | BC Oostende          | 2                  |             |                    |                |              |              |  |  |        |                |        |
|  | 7           | Okapi Aalst          | 0                  |             |                    |                |              |              |  |  |        |                |        |
|  | 7           | Okapi Aalst          | 0                  |             | 2                  | BC Oostende    | 2            |              |  |  |        |                |        |
|  |             |                      |                    |             | 2                  | BC Oostende    | 2            |              |  |  |        |                |        |
|  |             | 6                    | Limburg United     | 0           |                    |                |              |              |  |  |        |                |        |
|  | 3           | 6                    | Limburg United     | 0           | Spirou Charleroi   | 0              |              |              |  |  |        |                |        |
|  | 3           |                      |                    |             | Spirou Charleroi   | 0              |              |              |  |  |        |                |        |
|  | 6           | Limburg United       | 2                  |             |                    |                |              |              |  |  |        |                |        |

### Kwartfinale
| Team 1             | Score | Team 2               | Game 1 | Game 2  | Game 3 |
| ------------------ | ----- | -------------------- | ------ | ------- | ------ |
| Antwerp Giants     | 2–0   | Kangoeroes Mechelen  | 94–72  | 87–76   |        |
| BC Oostende        | 2–0   | Okapi Aalst          | 114–64 | 91–74   |        |
| Spirou Charleroi   | 0–2   | Limburg United       | 84–86  | 101–103 |        |
| Basic-Fit Brussels | 2–0   | Belfius Mons-Hainaut | 75–61  | 75–73   |        |

### Halve finale
| Team 1         | Score | Team 2             | Game 1 | Game 2 | Game 3 |
| -------------- | ----- | ------------------ | ------ | ------ | ------ |
| Antwerp Giants | 2–0   | Basic-Fit Brussels | 80–68  | 84–63  |        |
| BC Oostende    | 2–0   | Limburg United     | 84–73  | 78–59  |        |

### Finale
| Team 1         | Score | Team 2      | Game 1 | Game 2 | Game 3 | Game 4 | Game 5 |
| -------------- | ----- | ----------- | ------ | ------ | ------ | ------ | ------ |
| Antwerp Giants | 1-3   | BC Oostende | 67–73  | 66–61  | 57–60  | 62–69  |        |

## Statistieken
| Rang | Speler          | Ploeg                | PPW  |
| ---- | --------------- | -------------------- | ---- |
| 1.   | Miloš Bojović   | Liège Basket         | 19,0 |
| 2.   | Hugh Robertson  | Leuven Bears         | 16,7 |
| 3.   | Matt Mobley     | Spirou Charleroi     | 16,0 |
| 4.   | Mike Smith      | Belfius Mons-Hainaut | 15,7 |
| 5.   | Carrington Love | Kangoeroes Mechelen  | 14,9 |

| Rang | Speler             | Ploeg               | RPW |
| ---- | ------------------ | ------------------- | --- |
| 1.   | Ibrahima Fall Faye | Leuven Bears        | 8,9 |
| 2.   | Brandan Stith      | Leuven Bears        | 7,4 |
| 3.   | Alexis Wangmene    | Liège Basket        | 7,4 |
| 4.   | Amin Stevens       | Basic-Fit Brussels  | 7,4 |
| 5.   | Alexandru Olah     | Kangoeroes Mechelen | 6,8 |

| Rang | Speler             | Ploeg                | APW |
| ---- | ------------------ | -------------------- | --- |
| 1.   | Paris Lee          | Antwerp Giants       | 5,4 |
| 2.   | Khadeen Carrington | Limburg United       | 4,7 |
| 3.   | Domien Loubry      | Basic-Fit Brussels   | 4,6 |
| 4.   | Dusan Djordjevic   | BC Oostende          | 4,5 |
| 5.   | Chris Jones        | Belfius Mons-Hainaut | 4,2 |

| Rang | Speler             | Ploeg          | BPW |
| ---- | ------------------ | -------------- | --- |
| 1.   | Ibrahima Fall Faye | Leuven Bears   | 1,5 |
| 2.   | Bill Amis          | Okapi Aalst    | 1,3 |
| 3.   | Khaliq Spicer      | Limburg United | 1,1 |
| 4.   | Alexis Wangmene    | Liège Basket   | 1,0 |
| 5.   | Moses Kingsley     | Antwerp Giants | 0,9 |

| Rang | Speler          | Ploeg                | SPW |
| ---- | --------------- | -------------------- | --- |
| 1.   | Carrington Love | Kangoeroes Mechelen  | 1,7 |
| 2.   | Quincy Ford     | Spirou Charleroi     | 1,6 |
| 3.   | Paris Lee       | Antwerp Giants       | 1,6 |
| 4.   | Chris Jones     | Belfius Mons-Hainaut | 1,5 |
| 5.   | Austin Price    | Limburg United       | 1,3 |

| Rang | Speler             | Ploeg                | I    |
| ---- | ------------------ | -------------------- | ---- |
| 1.   | Amin Stevens       | Basic-Fit Brussels   | 17,8 |
| 2.   | Chris Jones        | Belfius Mons-Hainaut | 17,4 |
| 3.   | Khadeen Carrington | Limburg United       | 17,2 |
| 4.   | Caleb Walker       | Basic-Fit Brussels   | 16,5 |
| 5.   | Mike Smith         | Belfius Mons-Hainaut | 16,5 |

## Prijzen
| Prijs                        | Persoon     | Ploeg          |
| ---------------------------- | ----------- | -------------- |
| MVP of the Year              | Paris Lee   | Antwerp Giants |
| Ster van de coaches          | Paris Lee   | Antwerp Giants |
| Belgisch speler van het jaar | Ismaël Bako | Antwerp Giants |
| Belofte van het jaar         | Tito Casero | Okapi Aalst    |
| Coach van het jaar           | Roel Moors  | Antwerp Giants |

1928 · 1929 · 1930 · 1931 · 1932 · 1933 · 1934 · 1935 · 1936 · 1937 · 1938 · 1939 · 1940 · 1941 · 1942 · 1943 · 1944 · 1945 · 1946 · 1947 · 1948 · 1949 · 1950 · 1951 · 1952 · 1953 · 1954 · 1955 · 1956 · 1957 · 1958 · 1959 · 1960 · 1961 · 1962 · 1963 · 1964 · 1965 · 1966 · 1967 · 1968 · 1969 · 1970 · 1971 · 1972 · 1973 · 1974 · 1975 · 1976 · 1977 · 1978 · 1979 · 1980 · 1981 · 1982 · 1983 · 1984 · 1985 · 1986 · 1987 · 1988 · 1989 · 1990 · 1991 · 1992 · 1993 · 1994 · 1995 · 1996 · 1997 · 1998 · 1999 · 2000 · 2001 · 2002 · 2003 · 2004 · 2005 · 2006 · 2007 · 2008 · 2009 · 2010 · 2011 · 2012 · 2013 · 2014 · 2015 · 2016 · 2017 · 2018 · 2019 · 2020 · 2021